# Roberto Succo
Roberto Succo (ur. 3 kwietnia 1962 w Wenecji, zm. 23 maja 1988 w Vicenzy) – włoski seryjny morderca zwany Potworem z Mestre. W latach 1981–1988 zamordował we Włoszech oraz Francji, 7 osób.

## Życiorys
Succo był synem policjanta i dziewiarki. Jego matka była nadopiekuńcza, a gdy chłopiec osiągał złe wyniki w nauce, był karany przez nią fizycznie. Był samotnikiem, a gdy skończył 14 lat zaczął nosić ze sobą nóż. Dużo ćwiczył, co sprawiło, że już jako nastolatek był muskularny i wyjątkowo sprawny fizycznie.

## Zbrodnie
Succo popełnił swoje pierwsze morderstwa 9 kwietnia 1981 roku. Zamordował wtedy swoich rodziców, gdyż ci nie chcieli pożyczyć mu samochodu. Tego samego wieczora ranił oficera policji, gdy ten próbował go aresztować. Wkrótce został zatrzymany. Nie przyznał się do winy - twierdził, że jego rodziców zabiła mafia. Succo został uznany przez sąd za psychicznie chorego i skazano go na 10 lat pobytu w zakładzie dla umysłowo chorych w Reggio Emilia. W czasie pobytu tam studiował i zdobył wykształcenie w dziedzinie politologii.
15 maja 1986 roku Succo uciekł ze szpitala. Udało mu się uciec do Francji. Przez następne miesiące tułaczki po tym kraju Succo dopuścił się tam licznych przestępstw – morderstw, gwałtów oraz włamań. W kwietniu 1987 roku porwał nauczycielkę języka angielskiego. Jak sam twierdził podczas przesłuchania – przez tygodnie traktował ją jak niewolnice seksualną, a gdy się nią znudził, zamordował ją, a zwłoki wyrzucił do morza. Zwłok kobiety nigdy nie odnaleziono. W przeciągu dwóch lat dokonał wielu napadów w kilku krajach Europy. We Francji zabił dwóch policjantów. Wkrótce został przestępcą numer jeden we Włoszech, Francji oraz Szwajcarii. W trakcie ucieczki zyskał grono fanek. Kobiety te traktowały go jak bohatera filmowego i oferowały mu pomoc. 
28 lutego 1988 roku, Succo został aresztowany w swoim rodzinnym mieście – Mestre. Przez cały czas pobytu w areszcie wielokrotnie usiłował z niego uciec. W trakcie przesłuchań przechwalał się swoimi zbrodniami, szczególnie gwałtami. Succo nie doczekał procesu, popełnił samobójstwo w swojej celi.

## Ofiary
| Lp. | Ofiara            | Wiek | Data morderstwa      | Miejsce morderstwa    |
| --- | ----------------- | ---- | -------------------- | --------------------- |
| 1.  | Maria Succo       | 40   | 12 kwietnia 1981     | Mestre                |
| 2.  | Nazario Succo     | 54   | 12 kwietnia 1981     | Mestre                |
| 3.  | André Castillo    | 38   | 2 kwietnia 1987      | Tresserve             |
| 4.  | France Vu-Dinh    | 30   | 27 kwietnia 1987     | Annecy                |
| 5.  | Michel Astoul     | 26   | 27 kwietnia 1987     | Sisteron              |
| 6.  | Claudine Duchosal | 40   | 24 października 1987 | Menthon-Saint-Bernard |
| 7.  | Michel Morandin   | 35   | 28 stycznia 1988     | Tulon                 |